# Вениамин (Горяну)
Епи́скоп Вениами́н (рум. Episcop Veniamin, в миру Вячесла́в Ива́нович Горя́ну, рум. Veaceslav Goreanu; род. 11 июня 1975, село Пухой, Яловенский район, Молдавская ССР) — епископ Румынской православной церкви, епископ Южно-Бессарабский в составе Бессарабской митрополии.

## Биография
Родился 11 июня 1975 года в селе Пухой Яловенского района и был первым из шести детей Иона и Евдокии Горяну. Его отец является священником Православной церкви Молдовы Московского Патриархата, который дослужился до звания митрофорного протоиерея, а пятеро из шести детей в их семье получили богословское образование.
С 1990 по 1995 годы обучался в богословской семинарии им. Вениамина Костаки в Монастыре Нямц. С 1995 по 1999 год обучался на факультете православной теологии им. Патриарха Юстиниана в Бухарестском университете. В 1999—2000 годы обучался там же в магистратуре, а в 2000—2004 годы — в докторантуре по церковному праву.
В феврале 2006 года получил звание доктора богословия в Университете Овидия в Констанце за диссертациею «Православная церковь и её каноническое единство. Основания и свидетельства канонической традиции и современной церковно-канонической реальности», написанную под руководством профессора Николая Дуры.
В 2005 году он поступил послушником в Монастырь Антим в Бухаресте. 5 декабря 2007 года в монастыре Нямц епископом Кымпинским Киприаном (Спиридоном) был подстрижен в монашество с именем Вениамин. 7 января 2008 года в церкви Рождества Пресвятой Богородицы в бухарестском районе Бумбэкарь (сектор 5) был рукоположён в сан иеродиакона епископом Киприаном (Спиридоном). 17 января 2008 года в Монастыре Антим патриархом Даниилом был рукоположён в сан иеромонаха. Служил штатным священником, а с 15 января 2009 года — ведущим священником в патриаршей церкви святого Спиридона в Бухаресте, заботясь о проведении обширных работ по укреплению, восстановлению и модернизации. 28 ноября 2010 года был возведён в сан архимандрита патриархом Румынским Даниилом в Константино-Еленинском патриаршем соборе в Бухаресте.
С 2003 года вплоть до избрания во епископа занимал различные должности в Администрации Патриархии Румынской Православной Церкви и Бухарестской архиепископии. В 2003—2004 годы служил инспектором в образовательном секторе Румынской патриархии. В 2005—2008 годы был епархиальным инспектором в секторе внешних общин Румынского Патриархата. С апреля 2008 по май 2009 годы был секретарём в канцелярии Священного Синода Румынской православной церкви. С 2009 по 2015 год был административным епархиальным советником Архиепископии Бухареста. С декабрь 2015 года по май 2018 года затем и советником по отношениям Румынской Патриархии с Парламентом Румынии в Канцелярии Священного Синода. С декабрь 2015 по май 2018 года был административным епархиальным советником Священного Синода Румынской православной церкви. Параллельно был заместителем преподавателя права и церковной администрации на факультете православной теологии им Патриарха Юстиниана в Бухаресте.
Служил епархиальным административным советником Бухарестской архиепископии, а затем — патриаршим советником по отношениям с Парламентом при канцелярии Священного Синода Румынской Православной Церкви. Также являлся пастырем и настоятелем Бухарестского митрополичьего собора Спиридона Нового, где много потрудился для реставрации и обновления храма. Состоял лектором по праву и церковной администрации на Бухарестском богословском факультете.
24 мая 2018 года решением Священного Синода Румынской православной церкви был избран епископом Южно-Бессарабским Бессарабской митрополии.
26 мая того же года патриаршем Бухарестском Константино-Еленинском соборе состоялась его епископская хиротония. Хиротонию совершили: Патриарх Румынский Даниил, митрополита Бессарабский Петр (Пэдурару), архиепископ Нижне-Дунайский Кассиан (Крэчун), епископ Александрийский Галактион (Стынгэ), епископ Бельцкий Антоний (Телембич), епископ Плоештский Варлаам (Мертикарю), епископ Синаитский Иероним (Крецу) и епископ Праховский Тимофей (Айоаней).